# 1822
| [ Edytuj tabelę ]              | |
| Król Polski (tytularny)        | - 1815 Aleksander I Romanow 1825 |
| Emir Afganistanu               | - 1819 Ajub Szah Durrani 1823 - 1818 Al-Rajuo Ballaha 1842                                                                            |
| Współksiążęta Andory           | - 1817 Bernat Francés y Caballero 1824 - 1815 Ludwik XVIII 1824                                                                       |
| Cesarz Austrii                 | - 1804 Franciszek II Habsburg 1835 |
| Król Bawarii                   | - 1805 Maksymilian I Józef 1825 |
| Cesarz Brazylii                | - 1822 Pedro I 1831 |
| Sułtan Brunei                  | - 1807 Muhammad Kanzul Alam 1829 |
| Cesarz Chin                    | - 1820 Daoguang 1850 |
| Król Czech                     | - 1792 Franciszek II Habsburg 1835 |
| Król Danii                     | - 1808 Fryderyk VI 1839 |
| Dalajlama                      | - 1816 Cultrim Gjaco 1837 |
| Władca Egiptu                  | - 1805 Muhammad Ali 1848 |
| Premier Francji                | - 1821 Jean-Baptiste de Villèle 1828                                                                                                  |
| Król Francji                   | - 1815 Ludwik XVIII 1824 |
| Prezydent Haiti                | - 1818 Jean-Pierre Boyer 1843 |
| Król Hawajów                   | - 1819 Kamehameha II 1824 |
| Król Hiszpanii                 | - 1813 Ferdynand VII 1833 |
| Król Holandii                  | - 1815 Wilhelm I 1840 |
| Szach Iranu                    | - 1797 Fath Ali Szah 1834 |
| Państwo Wielkich Mogołów       | - 1806 Akbar Szah II 1837 |
| Król Irlandii                  | - 1820 Jerzy IV Hanowerski 1830 |
| Cesarz Japonii                 | - 1817 Ninkō 1846 |
| Kalif                          | - 1808 Mahmud II 1839 |
| Prezydent Kolumbii             | - 1819 Francisco de Paula Santander 1823                                                                                              |
| Patriarcha Konstantynopola     | - 1821 Eugeniusz II 1822 - 1822 Antym III 1824                                                                                        |
| Władca Korei                   | - 1800 Sunjo 1834 |
| Emir Kuwejtu                   | - 1814 Dżabir I 1859 |
| Książę Liechtensteinu          | - 1805 Jan I 1836 |
| Wielki książę Luksemburga      | - 1815 Wilhelm I 1840 |
| Sułtan Maroka                  | - 1792 Maulaj Sulajman 1822 - 1822 Abd ar-Rahman 1859                                                                                 |
| Prezydent Meksyku              | - 1821 Agustín de Iturbide 1822 |
| Książę Monako                  | - 1819 Honoriusz V 1841 |
| Król Nawarry                   | - 1814 Ludwik XVIII 1824 |
| Król Nepalu                    | - 1816 Rajendra 1847 |
| Premier Nepalu                 | - 1806 Bhimsen Thapa 1837 |
| Król Norwegii                  | - 1818 Karol III Jan 1844 |
| Sułtan Omanu                   | - 1807 Sa’id ibn Sultan 1856 |
| Papież                         | - 1800 Pius VII 1823 |
| Konsul Paragwaju               | - 1814 José Gaspar Rodríguez de Francia 1840                                                                                          |
| Książę Parmy i Piacenzy        | - 1814 Maria Ludwika 1847 |
| Prezydent Peru                 | - 1821 José de San Martín 1822 - 1822 José de La Mar 1823                                                                             |
| Król Portugalii                | - 1816 Jan VI 1826 |
| Król Prus                      | - 1797 Fryderyk Wilhelm III 1840 |
| Car Rosji                      | - 1801 Aleksander I 1825 |
| Król Saksonii                  | - 1806 Fryderyk August I 1827 |
| Kapitanowie Regenci San Marino | - 1821 Giuliano Malpeli Pietro Berti 1822 - 1822 Federico Gozi Francesco Guidi Giangi 1822 - 1822 Mariano Begni Giovanni Malpeli 1823 |
| Książę Serbii                  | - 1815 Miłosz I Obrenowić 1839 |
| Król Sardynii                  | - 1821 Karol Feliks 1831 |
| Król Szwecji                   | - 1818 Karol XIV Jan 1844 |
| Król Tajlandii                 | - 1809 Buddha Loetla Nabhalai 1824 |
| Sułtan Turków                  | - 1808 Mahmud II 1839 |
| Prezydent USA                  | - 1817 James Monroe 1825 |
| Król Węgier                    | - 1792 Franciszek 1835 |
| Monarcha Wielkiej Brytanii     | - 1820 Jerzy IV 1830 |
| Premier Wielkiej Brytanii      | - 1812 Robert Jenkinson 1827 |
| Cesarz Wietnamu                | - 1820 Minh Mạng 1841 |
| Prezydent Wielkiej Kolumbii    | - 1819 Simón Bolívar 1830 |

Rok 1822 / MDCCCXXII
stulecia: XVIII wiek ~
XIX wiek ~
XX wiek

dziesięciolecia:
1790–1799 •
1800–1809 •
1810–1819 •
1820–1829
• 1830–1839
• 1840–1849
• 1850–1859

lata: 1812 «
1817 «
1818 «
1819 «
1820 «
1821 «
1822
» 1823
» 1824
» 1825
» 1826
» 1827
» 1832

## Wydarzenia w Polsce
- 1 stycznia – otwarto Teatr Miejski w Świdnicy
- 22 marca – Aleksandrów Łódzki otrzymał prawa miejskie.
- 23/24 marca – w nocy pożar zniszczył ponad połowę zabudowań Mrągowa.
- 12 czerwca – pożar miasta Wodzisławia Śląskiego.
- 8 lipca – powstała komisja śledcza do zbadania sprawy Waleriana Łukasińskiego i jego tajnej organizacji Towarzystwo Patriotyczne.
- 20 października – Teatr Stary w Lublinie dał pierwsze przedstawienie.
- 15 listopada:
  - powstało Wyższe Seminarium Duchowne w Tarnowie.
  - uruchomiono latarnię morską na Rozewiu.

- Kongresówka: władze wyznaczyły w miastach osobne rewiry dla Żydów.
- Wilno: wydano Poezje Mickiewicza, zawierające Ballady i romanse.

## Wydarzenia na świecie
- 7 stycznia – pierwsza grupa wyzwolonych niewolników amerykańskich przybyła do Liberii.
- 13 stycznia – proklamowanie niepodległości Grecji.
- 30 marca – połączono wschodnią i zachodnią Florydę tworząc Terytorium Florydy.
- 31 marca – wojna o niepodległość Grecji: Turcy rozpoczęli masakrę greckich mieszkańców wyspy Chios.
- 7 kwietnia – wojna o niepodległość Ekwadoru: zwycięstwo patriotów nad wojskami hiszpańskimi w bitwie na równinie Bomboná.
- 21 kwietnia – wojna o niepodległość Ekwadoru: zwycięstwo patriotów nad rojalistami w bitwie pod Riobamba.
- 18 maja - Tom Cribb ogłasza zakończenie kariery sportowej.
- 19 maja – Augustyn I został cesarzem Meksyku.
- 24 maja
  - wojna o niepodległość Ekwadoru: powstańcy pod wodzą generała Antonia Joségo de Sucre wygrali bitwę u podnóża wulkanu Pinchicha, co zdecydowało o uwolnieniu Ekwadoru spod panowania hiszpańskiego.
  - Ekwador uzyskał niepodległość (od Hiszpanii).
- 26 maja – w pożarze kościoła w Grue w Norwegii zginęło od 113 do 117 osób.
- 21 lipca – Agustín de Itúrbide koronował się na cesarza Meksyku jako Augustyn I.
- 7 września – ogłoszenie niepodległości Brazylii i ustanowienie cesarstwa.
- 11 września – Kongregacja Indeksu w Rzymie obwieściło, że nauka Mikołaja Kopernika o obrocie Ziemi wokół Słońca może być rozpowszechniana.
- 27 września – Jean-François Champollion poinformował o odczytaniu egipskich hieroglifów wyrytych na Kamieniu z Rosetty.
- 12 października – Piotr I został ogłoszony brazylijskim cesarzem. Brazylia stała się formalnie niepodległa od Portugalii.
- 1 grudnia – Piotr I koronowany cesarzem Brazylii.

## Urodzili się
- 6 stycznia – Heinrich Schliemann, archeolog niemiecki (zm. 1890)
- 28 stycznia – Alexander Mackenzie, kanadyjski polityk, premier Kanady (zm. 1892)
- 29 stycznia - Adelaide Ristori, włoska aktorka (zm. 1906)
- 3 lutego - Henryk Szuman, polski prawnik, działacz społeczny, polityk (zm. 1910)
- 23 lutego – Giovanni Battista de Rossi, włoski archeolog (zm. 1894)
- 24 lutego - Adam Józef Potocki, polski polityk (zm. 1872)
- 27 lutego – Teofil Lenartowicz, poeta (zm. 1893)
- 8 marca – Ignacy Łukasiewicz, wynalazca lampy naftowej, pionier przemysłu naftowego (zm. 1882)
- 11 marca – Joseph Louis François Bertrand, francuski matematyk (zm. 1900)
- 17 marca – Sa’id Pasza (arab. محمد سعيد باشا), gubernator Egiptu i Sudanu (zm. 1863)
- 8 kwietnia
  - George Robertson Dennis, amerykański polityk, senator ze stanu Maryland (zm. 1882)
  - Leon Schott, polski kupiec, burmistrz Rzeszowa (zm. 1902)
- 27 kwietnia – Ulysses Grant, amerykański generał, w wojnie secesyjnej głównodowodzący armii Unii, osiemnasty prezydent USA (zm. 1885)
- 6 maja - Helena Tichy, czeska zakonnica (zm. 1886)
- 15 maja – Wanda Malczewska, mistyczka, błogosławiona (zm. 1896)
- 31 maja – Edward Dembowski, filozof, publicysta, polski działacz niepodległościowy (zm. 1846)
- 13 lipca – Heinrich Louis d’Arrest, niemiecki astronom (zm. 1875)
- 20 lipca – Johann Gregor Mendel, czeski botanik, twórca teoretycznych podstaw genetyki (zm. 1884)
- 7 sierpnia – Maria Kalergis, polska pianistka i mecenas sztuki, hrabianka (zm. 1874)
- 25 sierpnia – Gardiner Greene Hubbard, amerykański prawnik, finansista i filantrop, jeden z założycieli Bell Telephone Company i pierwszy przewodniczący National Geographic Society (zm. 1897)
- 16 września - Zofia Węgierska, polska pisarka, felietonistka (zm. 1869)
- 18 września - Ignacy Dominik Łopaciński, polski ziemianin, członek władz powstania styczniowego (zm. 1882)
- 4 października – Rutherford Hayes, dziewiętnasty prezydent USA (zm. 1893)
- 25 października - Adolf Dux, węgierski pisarz, tłumacz i publicysta pochodzenia żydowskiego (zm. 1881)
- 29 października - Mieczysław Ledóchowski, polski duchowny katolicki, arcybiskup metropolita gnieźnieński i prymas Polski, kardynał (zm. 1902)
- 1 listopada:
  - Zygmunt Szczęsny Feliński, arcybiskup warszawski, założyciel Sióstr Rodziny Maryi, święty katolicki (zm. 1895)
  - August Horislav Krčméry, słowacki duchowny ewangelicki, publicysta, kompozytor (zm. 1891)
- 6 listopada – Oskar Flatt, krajoznawca, autor pierwszej monografii Łodzi „Opis miasta Łodzi...” z 1853 r. (zm. 1872)
- 22 listopada – Augustyn Schoeffler, francuski misjonarz, męczennik, święty katolicki (zm. 1851)
- 10 grudnia – César Franck, belgijski kompozytor, organista (zm. 1890)
- 26 grudnia – Štefan Marko Daxner, słowacki prawnik, publicysta, działacz narodowy i polityk (zm. 1892)
- 27 grudnia – Ludwik Pasteur, francuski mikrobiolog i chemik (zm. 1895)

- Dokładna data nie znana – Aleksandr Brejtfus, złotnik rosyjski
- Dokładna data nie znana – Alfons Matuszkiewicz, polski malarz, fotograf i litograf

## Zmarli
- 10 marca – Józef Wybicki, działacz niepodległościowy i poeta (ur. 1747)
- 15 marca – Fryderyk Albert Lessel, architekt i budowniczy rządowy z czasów Królestwa Polskiego (ur. 1767)
- 13 kwietnia – Serafin Morazzone, włoski duchowny katolicki, błogosławiony (ur. 1747)
- 18 kwietnia – Johann Carl Ludwig Fromm, gdański kupiec i duński urzędnik konsularny (ur. 1752)
- 25 czerwca – E.T.A. Hoffmann, niemiecki poeta, kompozytor i malarz (ur. 1776)
- 8 lipca – Percy Bysshe Shelley, angielski poeta romantyczny (ur. 1792)
- 4 sierpnia – Kristjan Jaak Peterson, estoński poeta i językoznawca, uważany za twórcę literatury estońskiej (ur. 1801)
- 11 września – Alojzy Żółkowski, polski aktor, dramatopisarz, tłumacz, poeta i publicysta (ur. 1777)
- 13 października – Antonio Canova, włoski rzeźbiarz, malarz i architekt, przedstawicieli klasycyzmu w rzeźbie (ur. 1757)
- 24 listopada – Zofia Potocka, ulubienica europejskich salonów, szpieg (ur. 1760)
- 23 grudnia – Antoni od św. Anny Galvão, brazylijski franciszkanin, święty katolicki (ur. 1739)

- data dzienna nieznana: 
  - Wasilij Popow (ros. Василий Степанович Попов), wojskowy i polityk rosyjski (ur. 1745)

## Święta ruchome
- Tłusty czwartek: 14 lutego
- Ostatki: 19 lutego
- Popielec: 20 lutego
- Niedziela Palmowa: 31 marca
- Wielki Czwartek: 4 kwietnia
- Wielki Piątek: 5 kwietnia
- Wielka Sobota: 6 kwietnia
- Wielkanoc: 7 kwietnia
- Poniedziałek Wielkanocny: 8 kwietnia
- Wniebowstąpienie Pańskie: 16 maja
- Zesłanie Ducha Świętego: 26 maja
- Boże Ciało: 6 czerwca